# غيوران
غيوران هي قرية في مقاطعة خوي، إيران. يقدر عدد سكانها بـ 1067 نسمة بحسب إحصاء 2016.